# Roman Chwalek
Roman Chwalek (né le 24 juillet 1898 à Woinowitz, mort le 27 novembre 1974 à Berlin-Est) est un syndicaliste allemand et ministre est-allemand.

## Biographie
Ce fils de cheminot et chef d'une petite gare de Haute-Silésie complète sa formation de serrurier dans une usine de machines de 1912 à 1914. De 1915 à 1918, il est soldat pendant la Première Guerre mondiale, à la fin en tant que sous-officier. De 1919 à 1930, il travaille comme serrurier dans l'atelier de réparation de la Reichsbahn à Oppeln, où il devient membre de l'Association unifiée des cheminots allemands et est élu membre du comité d'entreprise d'Oppeln et le président en 1926. En même temps, il était membre de l'Confédération générale des syndicats allemands locale à Oppeln.
En 1918, Chwalek rejoint l'Parti social-démocrate indépendant d'Allemagne (USPD) son aile la plus à gauche puis le parti communiste de Haute-Silésie en 1920 et le Parti communiste d'Allemagne (KPD) en 1922. Chwalek assume diverses fonctions pour le KPD, notamment en tant que membre du groupe local et de la direction du district de Haute-Silésie. Pendant un certain temps, il est employé du département syndical du Comité central du KPD. De 1924 à 1930, il est également conseiller municipal du KPD à Oppeln. Au début de l'Opposition syndicale révolutionnaire (de), Chwalek reprend le poste de Reichsleiter du groupe de l'industrie ferroviaire de la Revolutionäre Gewerkschafts Opposition (RGO) de 1929 à fin 1932. De 1930 à 1933, Chwalek est aussi député du Reichstag pour le KPD.
Le 13 juillet 1925, il épouse Martha Wende.
Après l'arrivée des nazis en 1933, Chwalek prend une part active à des postes de direction dans la résistance communiste. Surtout, il développe de nombreuses activités illégales pour la RGO dans les premiers mois et assume le poste de directeur de l'organisation. Le 1er septembre 1933, il est arrêté à Berlin. Chwalek est d'abord emprisonné dans le camp de concentration de Columbia. Le 21 août 1934, la Volksgerichtshof (un tribunal spécial) le condamne à trois ans de prison pour « préparation à commettre une haute trahison ». Chwalek purge sa peine au pénitencier de Luckau jusqu'au 21 avril 1937. La Gestapo le place alors en détention, c'est pourquoi il est transféré au camp de concentration d'Oranienbourg-Sachsenhausen, où Chwalek est emprisonné jusqu'en mai 1939. En septembre 1939, il est de nouveau brièvement emprisonné en relation avec le déclenchement de la Seconde Guerre mondiale. Il travaille ensuite comme serrurier à Berlin-Neukölln jusqu'en 1945. Début 1945, la Gestapo arrête de nouveau Chwalek pour activité politique prétendument illégale, mais comme la fin de la guerre approche, il n'est pas jugé.
Après la fin de la guerre, Chwalek aide à fonder la Confédération des syndicats libres allemands (FDGB) à Berlin à partir de mai 1945. Il devient le premier président du conseil d'administration du district de Berlin de la FDGB et dirige l'IG Eisenbahn dans la Zone d'occupation soviétique et la RDA entre 1949 et 1951. En 1946, il rejoint le SED, au sein duquel il occupe plusieurs postes. Chwalek est membre du conseil municipal du Grand Berlin de 1946 à 1948 et membre de la Chambre du peuple de 1949 à 1954.
En novembre 1950, il est nommé ministre du Travail dans le gouvernement Grotewohl (succédant à Luitpold Steidle). En avril 1953, il est chargé de créer un ministère des Chemins de fer et en devient le ministre le 1er mai 1953 jusqu'en novembre 1954. Jusqu'à sa retraite en 1968, il siège au conseil d'administration de la Verband deutscher Konsumgenossenschaften, plus récemment à partir de 1957 en tant que premier vice-président.